# 笠井城
笠井城（かさいじょう）は、現在の静岡県浜松市中央区笠井町にあった日本の城。

## 概要
笠井城は、資料が無く城史は不明だが、長篠の戦いで討死した武田家臣の笠井満秀(高利、肥後守)が笠井城主と伝えられるため、少なくとも満秀の時代には存在していたとみられる。
城の遺構は残っておらず、神社(御殿山稲荷)の参道入口に「笠井城址」の碑が立っている。この碑は明治29年(1896年)に笠井に来住した尾張国の画工・司馬老泉の書で、明治33年(1900年)に建てられたものである。